# Học viện Kinh tế Yangon
Học viện Kinh tế Yangon là cơ sở đào tạo đầu tiên đào tạo kinh tế và kinh doanh ở Myanmar. Trường được thành lập năm 1964 và có trụ sở tại Yangon. Trường đào tạo trình độ đại học và sau đại học. Chương trình cử nhân kinh tế phải trải qua 4 năm học, bao gồm các chuyên ngành: thương mại, thống kê và kinh tế. Chương trình cao học bắt đầu năm 1995.

## Lịch sử
Học viện Kinh tế Yangon là một trường đại học độc lập từ thời điểm ban đầu của trường. Hiện trường có cơ sở tại Ywarthargyi (Vùng đô thị Đại Yangon). Cơ sở đầu tiên của trường nằm ở Hlaing. Kể từ khi ký hiệp định với ASEAN năm 1997, trường đã trở thành thành viên của Hệ thống Đại học ASEAN.